# Laplink
Laplink ist ein Programm vom gleichnamigen Hersteller zur direkten Datenübertragung zwischen zwei Computern für DOS und Windows.
Es war besonders in den 1980er Jahren verbreitet, weil es damals eine der wenigen Möglichkeiten darstellte, größere Datenmengen zwischen zwei Computern auszutauschen. Der Universal Serial Bus (USB) war noch nicht erfunden, Netzwerkschnittstellen im Privatbereich kaum verbreitet und der Datenaustausch über Disketten langsam und wegen der geringen Kapazität der Disketten mühselig. Die Software konnte ausschließlich Daten zwischen zwei Computern kopieren. 
Die Übertragung erfolgt über die serielle oder parallele Schnittstelle. Ein passendes Kabel lag der Software bei.
Die Bedeutung des Programms hat erheblich abgenommen, da mittlerweile fast alle PCs mit Netzwerkschnittstellen ausgerüstet sind und neuere Betriebssysteme Funktionen zur Datenübertragung bereits fest integriert haben (etwa Ethernet-Verkabelung mit Netzwerkfreigaben). Auch über USB-Sticks lassen sich problemlos größere Datenmengen austauschen. Dadurch gibt es keinen Bedarf an speziellen Übertragungskabeln oder an reinen Datenkopierprogrammen. Entsprechend bietet die Firma andere Kopierprogramme an, nämlich insbesondere zur Sicherung und Wiederherstellung ganzer Computer und zum Übertragen von installieren Programmen einschließlich aller Einstellungen.
Ab der MS-DOS-Version 6.00 wurden von Microsoft eigens entwickelte, für den Datenaustausch benötigte Gerätetreiber (INTERLNK.EXE und INTERSVR.EXE) mit ausgeliefert. IBM lieferte die Treiber bereits mit PC DOS 5.02 aus. Passende Kabel musste man selbst anfertigen oder im Fachhandel beziehen.